# قاصدک (فیلم ۲۰۰۴)
قاصدک (انگلیسی: Dandelion) فیلمی در ژانر درام به نویسندگی و کارگردانی مارک میلگارد محصول سال ۲۰۰۴ است.

## بازیگران
- وینسنت کارتیسر
- بلیک هرون
- تارین منینگ
- آرلیس هاوارد
- مر وینینگام